# Hrubieszów
Hrubieszów ( [xruˈbʲɛʂuf] , en ukrainien : Грубешів, Hroubechiv) est une ville de la voïvodie de Lublin, dans le Sud-Est de la Pologne.
Elle constitue une commune urbaine et est le siège de la commune rurale de Hrubieszów, bien que ne faisant pas partie du territoire de la commune. La ville est située environ à 117 kilomètres au sud-est de Lublin (chef-lieu de la voïvodie).
Sa population s'élevait à 18 588 habitants en 2013.

## Administration
La ville est divisée en districts suivants:
1. Pobereżany
2. Polna
3. Podgórze
4. Śródmieście
5. Sławęcin
6. Żeromskiego
7. Jagiellońskie
8. Kolejarz
9. Piłsudskiego
10. Zielone

## Démographie
Données du 31 décembre 2008:
| Description        | Total  | Total | Femmes | Femmes | Hommes | Hommes |
| ------------------ | ------ | ----- | ------ | ------ | ------ | ------ |
| Unité              | Nombre | %     | Nombre | %      | Nombre | %      |
| Population         | 18 603 | 100   | 9 817  | 52,7   | 8 786  | 47,2   |
| Densité (hab./km²) | 563,2  | 563,2 | 297,2  | 297,2  | 266    | 266    |

Selon les données de 2007, le revenu moyen par habitant est élevé à 1827,40 zł.
- La population totale de la ville Hrubieszów au cours des 6 derniers siècles

## Personnalités notables
- Yosef Almogi (en), membre de Israeli Knesset
- Bolesław Leśmian, poète
- Henry Orenstein (en), joueur de poker, auteur et entrepreneur
- Bolesław Prus, romancier
- Milton Rokeach, psychologue